# Скрученный узел

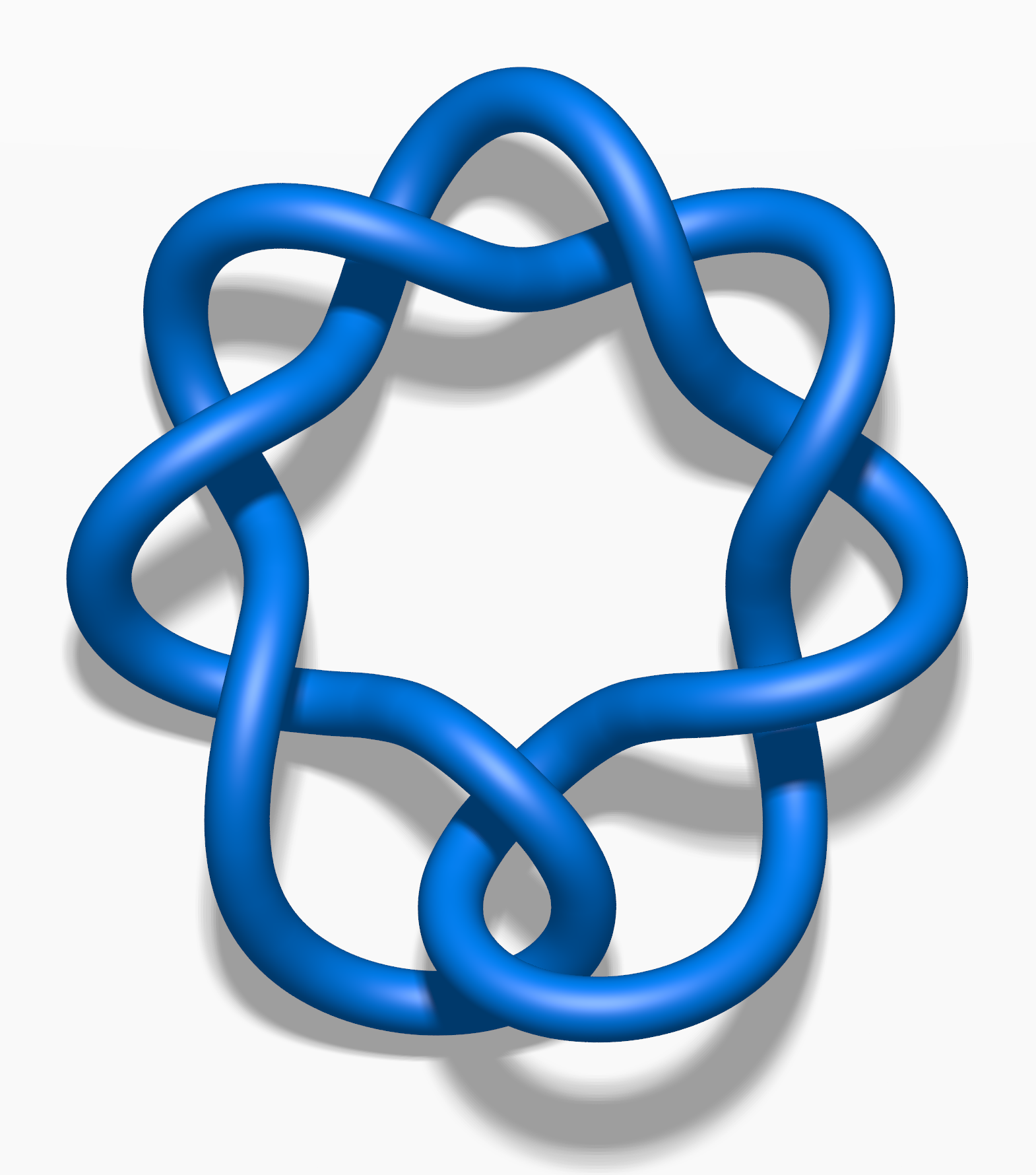
Скрученный узел с шестью полуоборотами.

В теории узлов скрученный узел — это узел, полученный в результате перекручивания замкнутой петли с последующим зацеплением концов (таким образом, скрученный узел — это любое двойное зацепление Уайтхеда тривиального узла). Скрученные узлы являются бесконечным семейством узлов и считаются простейшим типом узлов после торических узлов.

## Построение
Скрученный узел получается путём зацепления двух концов скрученной петли. Любое число полуоборотов может быть сделано до зацепления, что даёт бесконечное семейство. Следующие фигуры показывают несколько первых скрученных узлов:

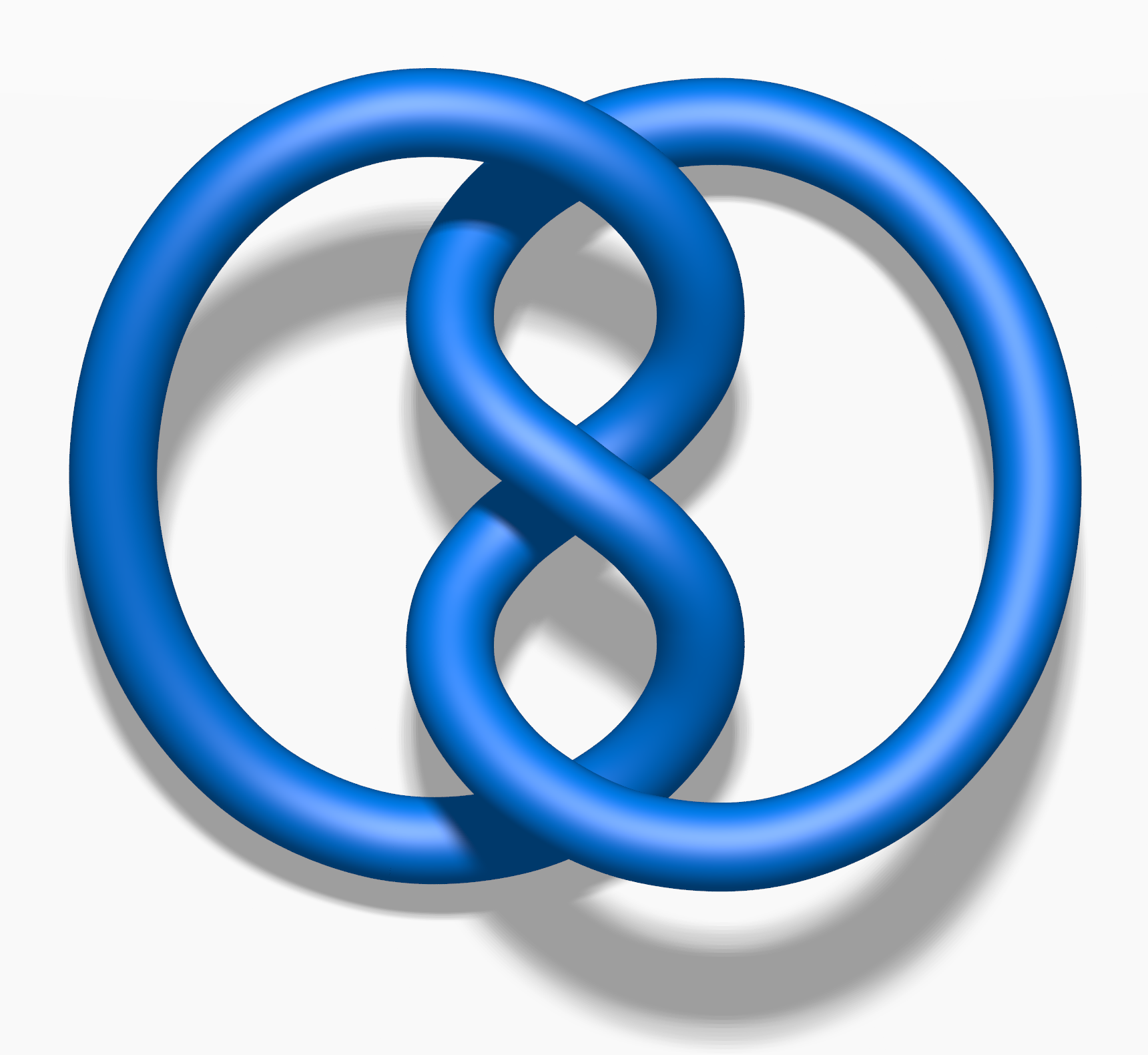
Один полуоборот (Трилистник)
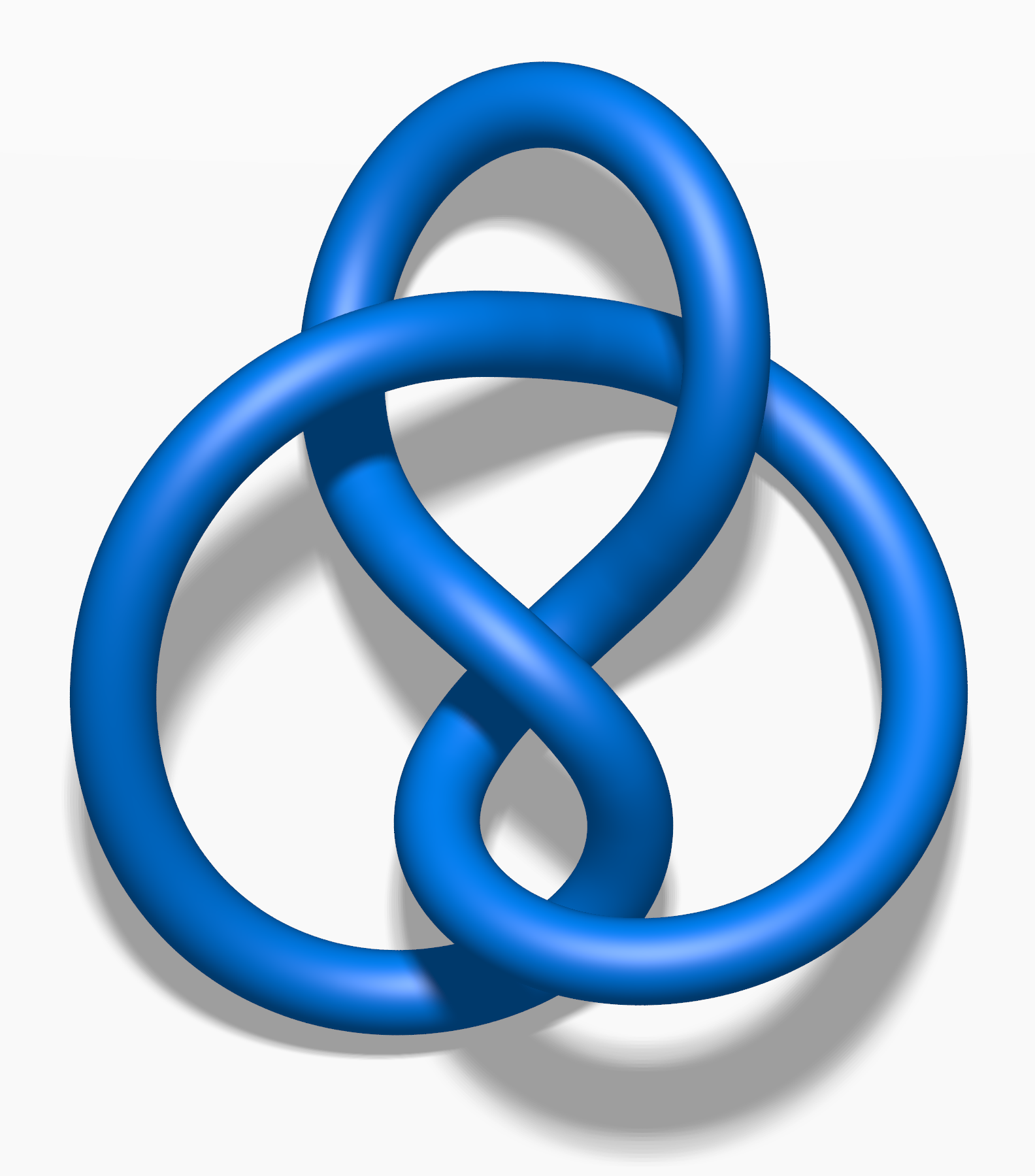
Два полуоборота (Восьмёрка)
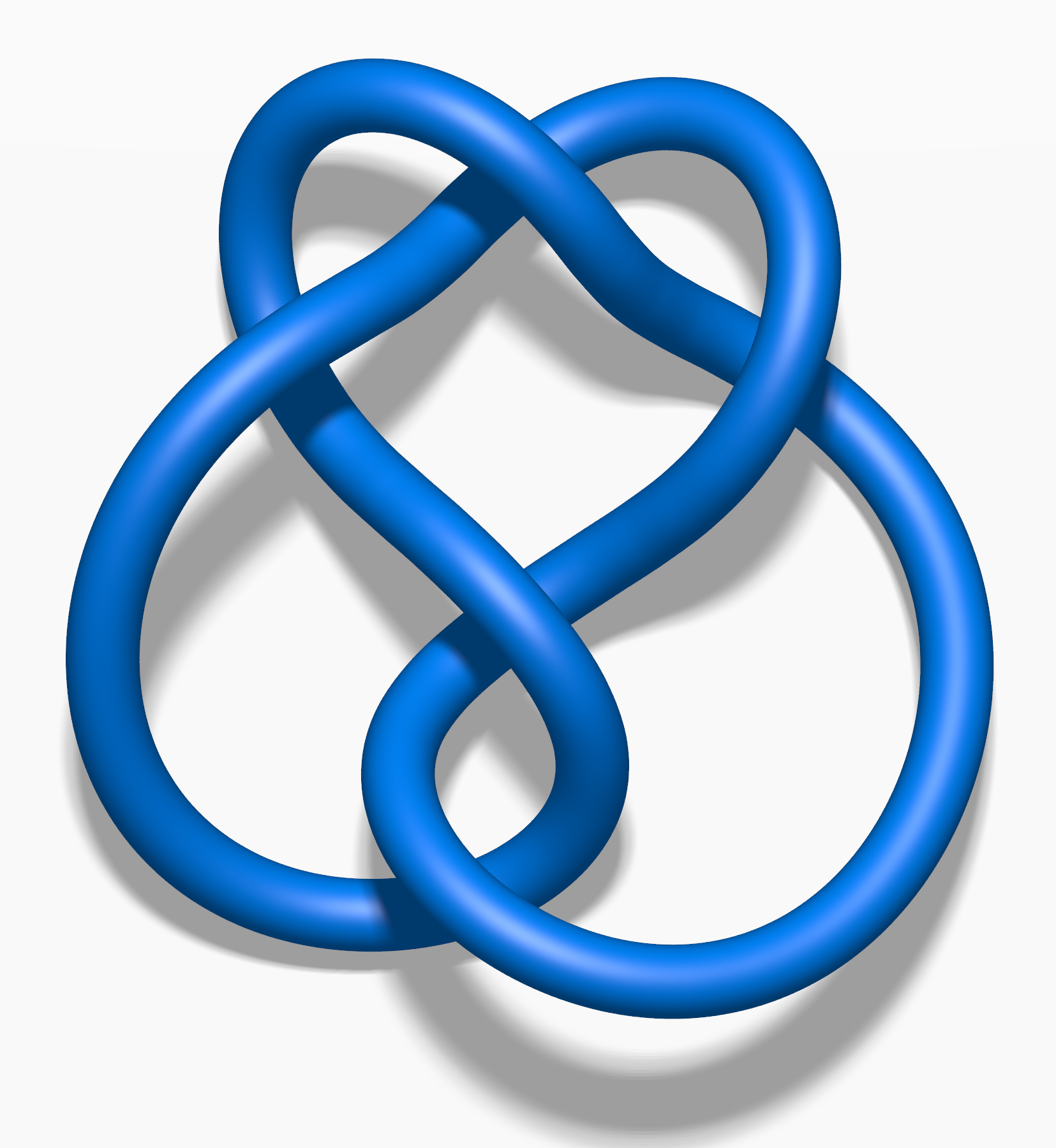
Три полуоборота (52)
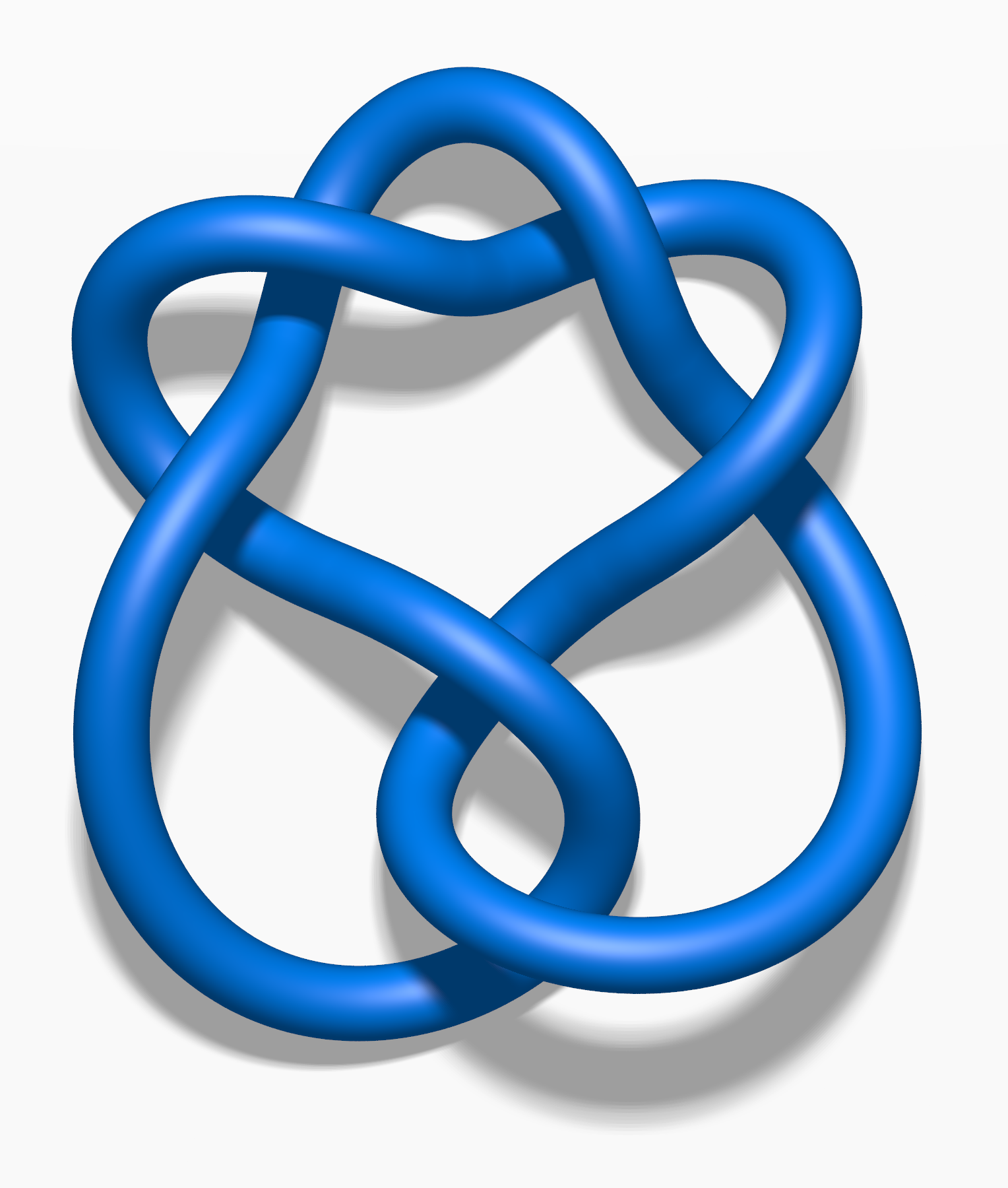
Четыре полуоборота (Узел грузчика)
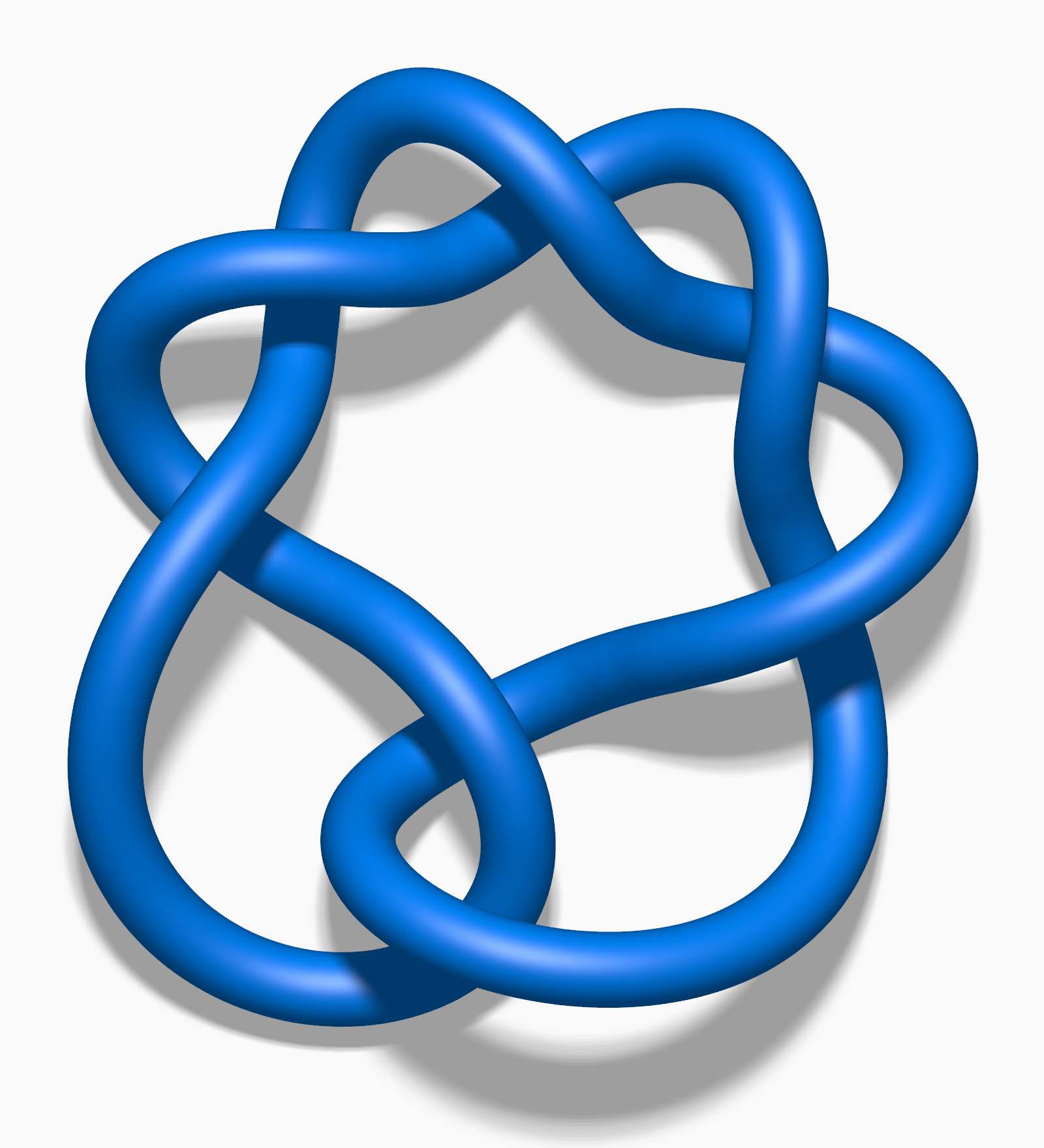
Пять полуоборотов (72)
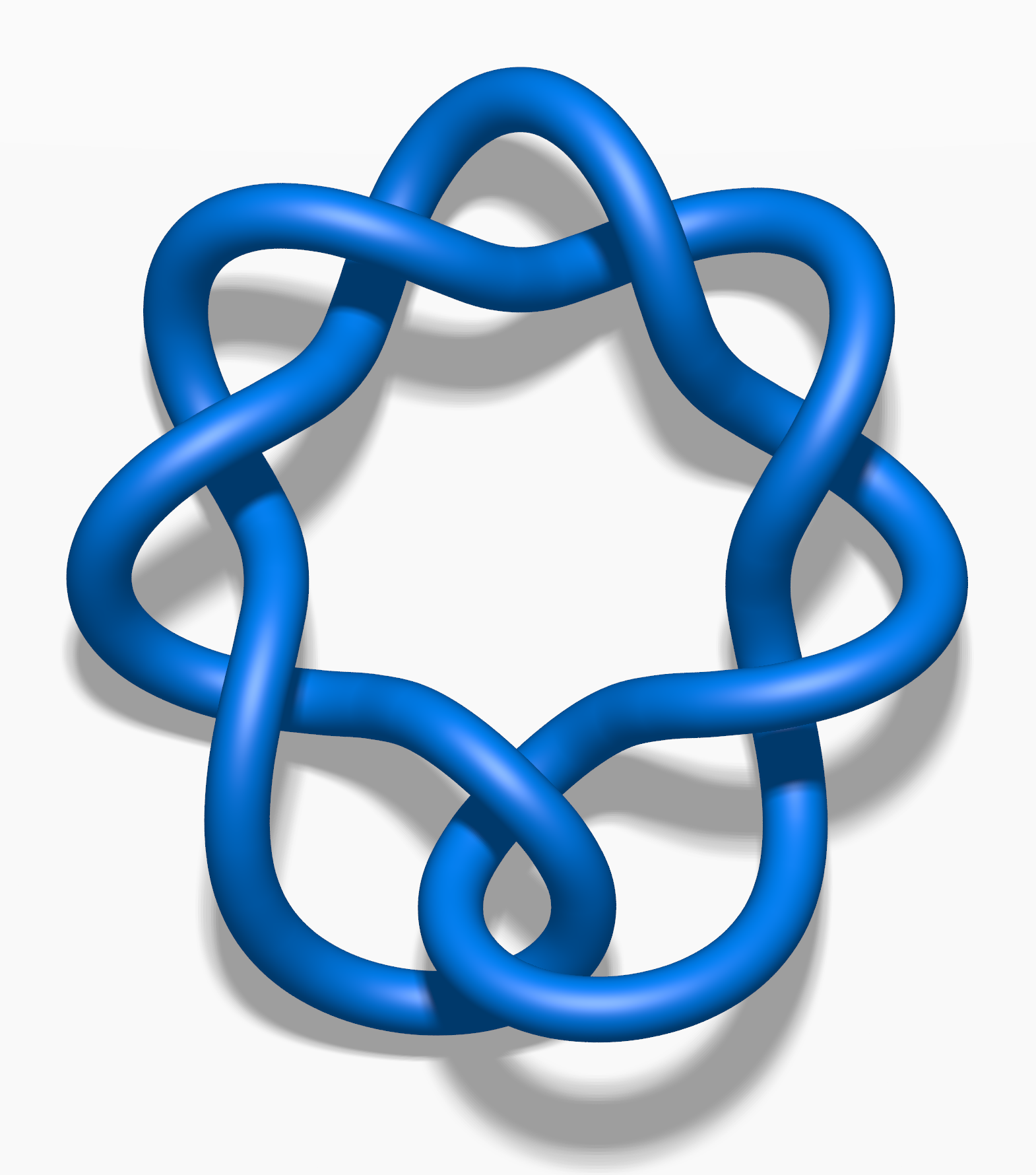
Шесть полуоборотов (81)

## Свойства

Узел грузчика в четыре полуоборота образуется путём (само-)зацепления одного конца петли, скрученной в два оборота, с другим концом петли.

Все скрученные узлы имеют число развязывания единица, поскольку узел можно развязать, разъединив два конца. Любой скрученный узел является также двухмостиковым. Из всех скрученных узлов только тривиальный узел и узел грузчика являются срезанными. Скрученный узел c {\displaystyle n} полуоборотами имеет число пересечений {\displaystyle n+2}. Все скрученные узлы являются обратимыми, но ахиральными скрученными узлами являются только тривиальный узел и восьмёрка.

## Инварианты
Инварианты скрученных узлов зависят от числа {\displaystyle n} полуоборотов. Многочлен Александера скрученного узла задаётся формулой
{\displaystyle \Delta (t)=}
{\displaystyle {\frac {n+1}{2}}t-n+{\frac {n+1}{2}}t^{-1}} для чётных n,
{\displaystyle -{\frac {n}{2}}t+(n+1)-{\frac {n}{2}}t^{-1}} для нечётных n,
а многочлен Конвея равен
{\displaystyle \nabla (z)=}
{\displaystyle {\frac {n+1}{2}}z^{2}+1} для чётных n,
{\displaystyle 1-{\frac {n}{2}}z^{2}} для нечётных n.
Если {\displaystyle n} нечётно, многочлен Джонса равен
{\displaystyle V(q)={\frac {1+q^{-2}+q^{-n}-q^{-n-3}}{q+1}},}
при чётном же {\displaystyle n}
{\displaystyle V(q)={\frac {q^{3}+q-q^{3-n}+q^{-n}}{q+1}}.}